# 托罗克斯
托罗克斯，是西班牙安达卢西亚自治区马拉加省的一个市镇。 总面积50平方公里，总人口11426人（2001年），人口密度229人/平方公里。